# Понте ди Бафади (Равена)
Понте ди Бафади је насеље у Италији у округу Равена, региону Емилија-Ромања.
Према процени из 2011. у насељу је живело 30 становника. Насеље се налази на надморској висини од 256 м.